# Il consigliori
Il consigliori este un film italo-spaniol de crimă din 1973 regizat de Alberto De Martino. În rolurile principale au interpretat actorii Tomas Milian, Martin Balsam și Francisco Rabal.

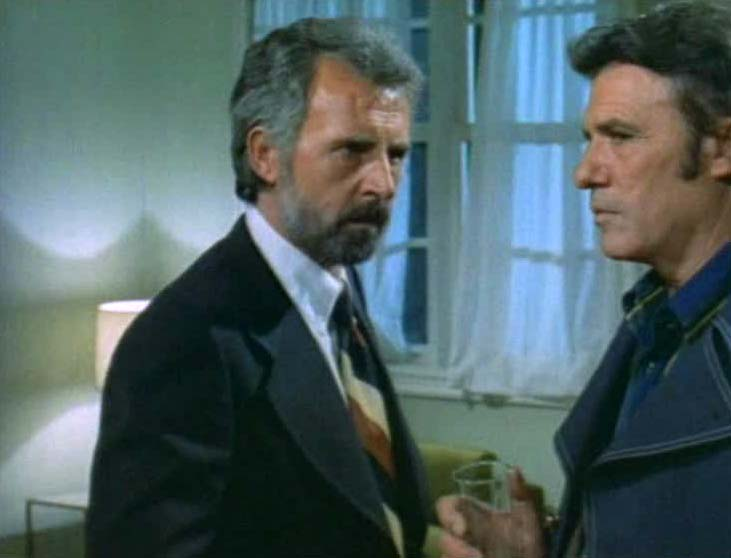

## Rezumat
Avocatul Thomas Accardo tocmai ce iese de la închisoare și îi spune nașului său, Don Antonio că vrea să plece în altă parte, departe de lumea mafiei, că să încerce să trăiască altfel. Don Antonio este de acord în cele din urmă, dar Vincent Garofalo consideră acest lucru ca o slăbiciune a lui Don Antonio și încearcă să preia conducerea. Începe astfel un război între familii care se finalizează în Sicilia, Italia. 

## Distribuție
- Tomás Milián – avocatul Thomas Accardo, cunoscut ca Il consigliori - Consilierul
- Martin Balsam – Don Antonio Macaluso,  șeful Cosei Nostra, care își extinde influența până pe coasta de vest a Los Angeles-ului
- Francisco Rabal – Vincent Garofalo
- Dagmar Lassander – Laura Murchison
- Perla Cristal – Dorothy
- Carlo Tamberlani – Don Michele Villabate
- Manuel Zarzo – Dorsiello
- John Anderson – Don Vito Albanese
- Sacheen Littlefeather – Maggie
- George Rigaud – Priest
- Eduardo Fajardo – Calogero Vezza
- Nello Pazzafini – Killer in Polizzi Generosa